# Saison 2016 de la WTA
Cet article traite de la saison 2016 féminine. Pour la saison 2016 masculine, voir Saison 2016 de l'ATP.
Pour un article plus général, voir 2016 en tennis.
Vainqueurs des tournois majeurs
Cette page rassemble les résultats de la saison 2016 de tennis féminin ou WTA Tour 2016 qui est constituée de 67 tournois répartis de la façon suivante :
- 62 sont organisés par la WTA :
  - les tournois WTA Premier : 4 Premier Mandatory (PREMIER*), 5 tournois Premier 5 et 12 tournois Premier ;
  - les tournois WTA International, au nombre de 33 ;
  - les tournois WTA 125, au nombre de 6 ;
  - le Masters ou WTA Tour Finals qui réunit les huit meilleures joueuses au classement WTA en fin de saison ;
  - le WTA Elite Trophy qui regroupe les joueuses non qualifiées pour le Masters, classées entre la 9e et la 20e place au classement.
- les 4 tournois du Grand Chelem.
- l'épreuve de tennis des Jeux olympiques de Rio.

À ces compétitions individuelles s'ajoutent 2 compétitions par équipes nationales organisées par l'ITF : la Fed Cup et la Hopman Cup (compétition mixte qui n'attribue pas de points WTA).
Ana Ivanović, Francesca Schiavone, Maria Sharapova, Petra Kvitová, Samantha Stosur, Serena Williams, Svetlana Kuznetsova, Venus Williams et Victoria Azarenka sont les joueuses en activité qui ont remporté un tournoi du Grand Chelem.

## Nouveautés 2016
- Le tournoi de Saint-Pétersbourg, classé ITF 50 000 $ en 2014, fait son entrée dans le calendrier WTA en étant promu au rang de tournoi Premier. Il remplace le tournoi d’Anvers, supprimé un an après son retour.
- Le tournoi de Pattaya est déplacé à Kaohsiung, Taiwan.
- Le tournoi d'Istanbul est déplacé de juillet à avril.
- Correspondant au vœu d’allonger la saison sur gazon, un nouveau tournoi International est créé à Calvià. Il se tient la même semaine que le tournoi de Birmingham.
- Le tournoi de Gstaad est créé en remplacement du tournoi de Bad Gastein et se déroule en même temps que celui de Bucarest.
- Le tournoi de Bakou est supprimé, au profit du tournoi de Nanchang, qui est promu de la catégorie WTA 125 à la catégorie International.
- Les tournois de Stanford, Washington et du Canada se tiennent deux semaines plus tôt, en raison de l’organisation des Jeux olympiques en août.
- Le tournoi de Louisville est créé en catégorie International. Il se tient en même temps que le tournoi de New Haven, en août. Cependant, en juin, le tournoi est annulé et reporté en 2017. La raison ? Il n'y a actuellement aucun directeur du tournoi et 2 courts n'ont pas encore été construits[1],[2].
- Après un bref retour en 2015, le tournoi de Carlsbad est supprimé au profit du tournoi d'Hawaï, qui fait quant à lui son entrée dans le calendrier WTA. Classé en catégorie WTA 125, il se tient en novembre en clôture de la saison 2016[3],[4].
- Le tournoi WTA 125 de Hua Hin est annulé à la suite de la mort du roi de Thaïlande Rama IX.

## Classements en fin de saison

### Évolution du Top 10
| Rang | Nom                 | Points |
| ---- | ------------------- | ------ |
| 1    | Serena Williams     | 9 945  |
| 2    | Simona Halep        | 6 060  |
| 3    | Garbiñe Muguruza    | 5 200  |
| 4    | Maria Sharapova     | 5 011  |
| 5    | Agnieszka Radwańska | 4 500  |
| 6    | Petra Kvitová       | 4 220  |
| 7    | Venus Williams      | 3 790  |
| 8    | Flavia Pennetta     | 3 621  |
| 9    | Lucie Šafářová      | 3 590  |
| 10   | Angelique Kerber    | 3 590  |

| Rang | Nom                   | Points |
| ---- | --------------------- | ------ |
| 1    | Sania Mirza           | 11 355 |
| 2    | Martina Hingis        | 11 355 |
| 3    | Bethanie Mattek-Sands | 7 450  |
| 4    | Lucie Šafářová        | 6 866  |
| 5    | Casey Dellacqua       | 5 835  |
| 6    | Yaroslava Shvedova    | 5 720  |
| 7    | Chan Yung-jan         | 5 570  |
| 8    | Elena Vesnina         | 5 275  |
| 9    | Kristina Mladenovic   | 5 095  |
| 10   | Ekaterina Makarova    | 4 586  |

| Rang | Évolution       | Nom                 | Points |
| ---- | --------------- | ------------------- | ------ |
| 1    | en augmentation | Angelique Kerber    | 9 080  |
| 2    | en diminution   | Serena Williams     | 7 050  |
| 3    | en augmentation | Agnieszka Radwańska | 5 600  |
| 4    | en diminution   | Simona Halep        | 5 228  |
| 5    | en augmentation | Dominika Cibulková  | 4 875  |
| 6    | en augmentation | Karolína Plíšková   | 4 600  |
| 7    | en diminution   | Garbiñe Muguruza    | 4 236  |
| 8    | en augmentation | Madison Keys        | 4 137  |
| 9    | en augmentation | Svetlana Kuznetsova | 4 115  |
| 10   | en augmentation | Johanna Konta       | 3 640  |

| Rang | Évolution       | Nom                   | Points |
| ---- | --------------- | --------------------- | ------ |
| 1    | en stagnation   | Sania Mirza           | 8 135  |
| 2    | en augmentation | Caroline Garcia       | 7 920  |
| 3    | en augmentation | Kristina Mladenovic   | 7 920  |
| 4    | en diminution   | Martina Hingis        | 7 810  |
| 5    | en augmentation | Bethanie Mattek-Sands | 7 805  |
| 6    | en augmentation | Elena Vesnina         | 6 715  |
| 7    | en augmentation | Lucie Šafářová        | 6 501  |
| 8    | en augmentation | Ekaterina Makarova    | 6 220  |
| 9    | en augmentation | Andrea Hlaváčková     | 4 460  |
| 10   | en augmentation | Lucie Hradecká        | 4 330  |

### Résultat des gains en tournoi
| #  | Joueuse              | Pays        | Simple      | Double    | Mixte    | Total       |
| -- | -------------------- | ----------- | ----------- | --------- | -------- | ----------- |
| 1  | Angelique Kerber     | Allemagne   | 9 841 181 $ | 20,434 $  | 0 $      | 9 861 615 $ |
| 2  | Serena Williams      | États-Unis  | 7 384 429 $ | 290,601 $ | 0 $      | 7 675 030 $ |
| 3  | Dominika Cibulková   | Slovaquie   | 3 912 431 $ | 28,002 $  | 0 $      | 3 940 433 $ |
| 4  | Agnieszka Radwańska  | Pologne     | 3 762 193 $ | 0 $       | 0 $      | 3 762 193 $ |
| 5  | Karolína Plíšková    | Tchéquie    | 3 375 673 $ | 375,420 $ | 0 $      | 3 751 093 $ |
| 6  | Simona Halep         | Roumanie    | 3 590 480 $ | 40,428 $  | 2,345 $  | 3 633 253 $ |
| 7  | Garbiñe Muguruza     | Espagne     | 3 287 124 $ | 16,264 $  | 0 $      | 3 303 388 $ |
| 8  | Victoria Azarenka    | Biélorussie | 2 651 080 $ | 0 $       | 0 $      | 2 651 080 $ |
| 9  | Svetlana Kuznetsova  | Russie      | 2 260 009 $ | 136,470 $ | 0 $      | 2 396 479 $ |
| 10 | Madison Keys         | États-Unis  | 2 286 802 $ | 24,220 $  | 0 $      | 2 311 022 $ |
| 11 | Johanna Konta        | Royaume-Uni | 2 251 516 $ | 44,366 $  | 0 $      | 2 295 882 $ |
| 12 | Petra Kvitová        | Tchéquie    | 2 182 099 $ | 18,417 $  | 0 $      | 2 200 516 $ |
| 13 | Elena Vesnina        | Russie      | 1 391 114 $ | 720,510 $ | 67,791 $ | 2 179 415 $ |
| 14 | Carla Suárez Navarro | Espagne     | 1 837 102 $ | 81,015 $  | 0 $      | 1 918 117 $ |
| 15 | Venus Williams       | États-Unis  | 1 533 132 $ | 290,601 $ | 0 $      | 1 823 733 $ |
| 16 | Caroline Garcia      | France      | 899,563 $   | 915,637 $ | 0 $      | 1 815 200 $ |

Source : Classement des gains en tournoi sur le site officiel de la WTA.

## Palmarès
| Grand Chelem              |
| Jeux olympiques           |
| WTA Finals                |
| WTA Elite Trophy          |
| Tournoi WTA Premier       |
| Tournoi WTA International |
| Tournoi WTA 125           |

### Simple
| No | Date       | Nom et lieu du tournoi                                      | Catégorie     | Dotation     | Surface         | Vainqueure            | Finaliste             | Score             |         |
| -- | ---------- | ----------------------------------------------------------- | ------------- | ------------ | --------------- | --------------------- | --------------------- | ----------------- | ------- |
| 1  | 03/01/2016 | Brisbane International presented by Suncorp, Brisbane       | Premier       | 885 500 $    | Dur (ext.)      | Victoria Azarenka     | Angelique Kerber      | 6-3, 6-1          | Tableau |
| 2  | 03/01/2016 | Shenzhen Open, Shenzhen                                     | Intern'l      | 426 750 $    | Dur (ext.)      | Agnieszka Radwańska   | Alison Riske          | 6-3, 6-2          | Tableau |
| 3  | 04/01/2016 | ASB Classic, Auckland                                       | Intern'l      | 226 750 $    | Dur (ext.)      | Sloane Stephens       | Julia Görges          | 7-5, 6-2          | Tableau |
| 4  | 10/01/2016 | Apia International Sydney, Sydney                           | Premier       | 687 900 $    | Dur (ext.)      | Svetlana Kuznetsova   | Mónica Puig           | 6-0, 6-2          | Tableau |
| 5  | 10/01/2016 | Hobart International, Hobart                                | Intern'l      | 226 750 $    | Dur (ext.)      | Alizé Cornet          | Eugenie Bouchard      | 6-1, 6-2          | Tableau |
| 6  | 18/01/2016 | Australian Open, Melbourne                                  | G. Chelem     | 14 835 728 $ | Dur (ext.)      | Angelique Kerber      | Serena Williams       | 6-4, 3-6, 6-4     | Tableau |
| 7  | 08/02/2016 | St. Petersburg Ladies Trophy, Saint-Pétersbourg             | Premier       | 687 900 $    | Dur (int.)      | Roberta Vinci         | Belinda Bencic        | 6-4, 6-3          | Tableau |
| 8  | 08/02/2016 | Taiwan Open, Kaohsiung                                      | Intern'l      | 426 750 $    | Dur (ext.)      | Venus Williams        | Misaki Doi            | 6-4, 6-2          | Tableau |
| 9  | 15/02/2016 | Dubaï Duty Free Tennis Championships, Dubaï                 | Premier       | 1 734 900 $  | Dur (ext.)      | Sara Errani           | Barbora Strýcová      | 6-0, 6-2          | Tableau |
| 10 | 15/02/2016 | Rio Open presented by Claro, Rio de Janeiro                 | Intern'l      | 226 750 $    | Terre (ext.)    | Francesca Schiavone   | Shelby Rogers         | 2-6, 6-2, 6-2     | Tableau |
| 11 | 21/02/2016 | Qatar Total Open, Doha                                      | Premier 5     | 2 517 250 $  | Dur (ext.)      | Carla Suárez Navarro  | Jeļena Ostapenko      | 1-6, 6-4, 6-4     | Tableau |
| 12 | 22/02/2016 | Abierto Mexicano Telcel por HSBC, Acapulco                  | Intern'l      | 226 750 $    | Dur (ext.)      | Sloane Stephens       | Dominika Cibulková    | 6-4, 4-6, 7-65    | Tableau |
| 13 | 29/02/2016 | Abierto Monterrey Afirme, Monterrey                         | Intern'l      | 226 750 $    | Dur (ext.)      | Heather Watson        | Kirsten Flipkens      | 3-6, 6-2, 6-3     | Tableau |
| 14 | 29/02/2016 | BMW Malaysian Open, Kuala Lumpur                            | Intern'l      | 226 750 $    | Dur (ext.)      | Elina Svitolina       | Eugenie Bouchard      | 65-7, 6-4, 7-5    | Tableau |
| 15 | 09/03/2016 | BNP Paribas Open, Indian Wells                              | PREMIER*      | 6 134 605 $  | Dur (ext.)      | Victoria Azarenka     | Serena Williams       | 6-4, 6-4          | Tableau |
| 16 | 14/03/2016 | San Antonio Open, San Antonio                               | WTA 125       | 115 000 $    | Dur (ext.)      | Misaki Doi            | Anna-Lena Friedsam    | 6-4, 6-2          | Tableau |
| 17 | 22/03/2016 | Miami Open presented by Itaú, Miami                         | PREMIER*      | 6 134 605 $  | Dur (ext.)      | Victoria Azarenka     | Svetlana Kuznetsova   | 6-3, 6-2          | Tableau |
| 18 | 04/04/2016 | Volvo Car Open, Charleston                                  | Premier       | 687 900 $    | Terre (ext.)    | Sloane Stephens       | Elena Vesnina         | 7-64, 6-2         | Tableau |
| 19 | 04/04/2016 | Katowice Open, Katowice                                     | Intern'l      | 226 750 $    | Dur (int.)      | Dominika Cibulková    | Camila Giorgi         | 6-4, 6-0          | Tableau |
| 20 | 11/04/2016 | Claro Open Colsanitas, Bogota                               | Intern'l      | 226 750 $    | Terre (ext.)    | Irina Falconi         | Sílvia Soler Espinosa | 6-2, 2-6, 6-4     | Tableau |
| 21 | 18/04/2016 | Porsche Tennis Grand Prix, Stuttgart                        | Premier       | 693 900 $    | Terre (int.)    | Angelique Kerber      | Laura Siegemund       | 6-4, 6-0          | Tableau |
| 22 | 18/04/2016 | TEB BNP Paribas Istanbul Cup, Istanbul                      | Intern'l      | 226 750 $    | Terre (ext.)    | Çağla Büyükakçay      | Danka Kovinić         | 3-6, 6-2, 6-3     | Tableau |
| 23 | 25/04/2016 | GP SAR La Princesse Lalla Meryem, Rabat                     | Intern'l      | 226 750 $    | Terre (ext.)    | Timea Bacsinszky      | Marina Erakovic       | 6-2, 6-1          | Tableau |
| 24 | 25/04/2016 | J&T Banka Prague Open, Prague                               | Intern'l      | 426 750 $    | Terre (ext.)    | Lucie Šafářová        | Samantha Stosur       | 3-6, 6-1, 6-4     | Tableau |
| 25 | 30/04/2016 | Mutua Madrid Open, Madrid                                   | PREMIER*      | 4 771 360 €  | Terre (ext.)    | Simona Halep          | Dominika Cibulková    | 6-2, 6-4          | Tableau |
| 26 | 09/05/2016 | Internazionali BNL d'Italia, Rome                           | Premier 5     | 2 428 490 €  | Terre (ext.)    | Serena Williams       | Madison Keys          | 7-65, 6-3         | Tableau |
| 27 | 15/05/2016 | Internationaux de Strasbourg, Strasbourg                    | Intern'l      | 226 750 $    | Terre (ext.)    | Caroline Garcia       | Mirjana Lučić-Baroni  | 6-4, 6-1          | Tableau |
| 28 | 15/05/2016 | Nürnberger Versicherungscup, Nuremberg                      | Intern'l      | 226 750 $    | Terre (ext.)    | Kiki Bertens          | Mariana Duque Mariño  | 6-2, 6-2          | Tableau |
| 29 | 23/05/2016 | Roland-Garros, Paris                                        | G. Chelem     | 16 474 735 $ | Terre (ext.)    | Garbiñe Muguruza      | Serena Williams       | 7-5, 6-4          | Tableau |
| 30 | 31/05/2016 | Bol Open, Bol                                               | WTA 125       | 115 000 $    | Terre (ext.)    | Mandy Minella         | Polona Hercog         | 6-2, 6-3          | Tableau |
| 31 | 06/06/2016 | Aegon Open Nottingham, Nottingham                           | Intern'l      | 226 750 $    | Gazon (ext.)    | Karolína Plíšková     | Alison Riske          | 7-68, 7-5         | Tableau |
| 32 | 06/06/2016 | Ricoh Open, Bois-le-Duc                                     | Intern'l      | 226 750 $    | Gazon (ext.)    | Coco Vandeweghe       | Kristina Mladenovic   | 7-5, 7-5          | Tableau |
| 33 | 13/06/2016 | Aegon Classic Birmingham, Birmingham                        | Premier       | 780 900 $    | Gazon (ext.)    | Madison Keys          | Barbora Strýcová      | 6-3, 6-4          | Tableau |
| 34 | 13/06/2016 | Mallorca Open, Calvià                                       | Intern'l      | 226 750 $    | Gazon (ext.)    | Caroline Garcia       | Anastasija Sevastova  | 6-3, 6-4          | Tableau |
| 35 | 19/06/2016 | Aegon International, Eastbourne                             | Premier       | 711 778 $    | Gazon (ext.)    | Dominika Cibulková    | Karolína Plíšková     | 7-5, 6-3          | Tableau |
| 36 | 27/06/2016 | The Championships, Wimbledon                                | G. Chelem     | 19 174 575 $ | Gazon (ext.)    | Serena Williams       | Angelique Kerber      | 7-5, 6-3          | Tableau |
| 37 | 11/07/2016 | BRD Bucharest Open, Bucarest                                | Intern'l      | 226 750 $    | Terre (ext.)    | Simona Halep          | Anastasija Sevastova  | 6-0, 6-0          | Tableau |
| 38 | 11/07/2016 | Ladies Championship Gstaad, Gstaad                          | Intern'l      | 226 750 $    | Terre (ext.)    | Viktorija Golubic     | Kiki Bertens          | 4-6, 6-3, 6-4     | Tableau |
| 39 | 18/07/2016 | Bank of the West Classic, Stanford                          | Premier       | 687 900 $    | Dur (ext.)      | Johanna Konta         | Venus Williams        | 7-5, 5-7, 6-2     | Tableau |
| 40 | 18/07/2016 | Ericsson Open, Båstad                                       | Intern'l      | 226 750 $    | Terre (ext.)    | Laura Siegemund       | Kateřina Siniaková    | 7-5, 6-1          | Tableau |
| 41 | 18/07/2016 | Citi Open, Washington D.C.                                  | Intern'l      | 226 750 $    | Dur (ext.)      | Yanina Wickmayer      | Lauren Davis          | 6-4, 6-2          | Tableau |
| 42 | 25/07/2016 | Coupe Rogers, Montréal                                      | Premier 5     | 2 413 663 $  | Dur (ext.)      | Simona Halep          | Madison Keys          | 7-62, 6-3         | Tableau |
| 43 | 31/07/2016 | Brasil Tennis Cup, Florianópolis                            | Intern'l      | 226 750 $    | Dur (ext.)      | Irina-Camelia Begu    | Tímea Babos           | 2-6, 6-4, 6-3     | Tableau |
| 44 | 01/08/2016 | Jiangxi Women's Tennis Open, Nanchang                       | Intern'l      | 226 750 $    | Dur (ext.)      | Duan Ying-Ying        | Vania King            | 1-6, 6-4, 6-2     | Tableau |
| 45 | 06/08/2016 | Summer Olympic Tennis Event, Rio de Janeiro                 | J. olympiques | NC           | Dur (ext.)      | Mónica Puig           | Angelique Kerber      | 6-4, 4-6, 6-1     | Tableau |
| 46 | 15/08/2016 | Western & Southern Open, Cincinnati                         | Premier 5     | 2 503 250 $  | Dur (ext.)      | Karolína Plíšková     | Angelique Kerber      | 6-3, 6-1          | Tableau |
| 47 | 21/08/2016 | Connecticut Open by United Technologies, New Haven          | Premier       | 695 900 $    | Dur (ext.)      | Agnieszka Radwańska   | Elina Svitolina       | 6-1, 7-63         | Tableau |
| 48 | 29/08/2016 | US Open, Flushing Meadows                                   | G. Chelem     | 22 102 700 $ | Dur (ext.)      | Angelique Kerber      | Karolína Plíšková     | 6-3, 4-6, 6-4     | Tableau |
| 49 | 06/09/2016 | Dalian Women's Tennis Open, Dalian                          | WTA 125       | 115 000 $    | Dur (ext.)      | Kristýna Plíšková     | Misa Eguchi           | 7-5, 4-6, 2-5 ab. | Tableau |
| 50 | 12/09/2016 | Coupe Banque Nationale présentée par Mazda, Québec          | Intern'l      | 226 750 $    | Moquette (int.) | Océane Dodin          | Lauren Davis          | 6-4, 6-3          | Tableau |
| 51 | 12/09/2016 | Hashimoto Sogyo Japan Women's Open Tennis, Tokyo            | Intern'l      | 226 750 $    | Dur (ext.)      | Christina McHale      | Kateřina Siniaková    | 3-6, 6-4, 6-4     | Tableau |
| 52 | 19/09/2016 | Toray Pan Pacific Open, Tokyo                               | Premier       | 885 500 $    | Dur (ext.)      | Caroline Wozniacki    | Naomi Osaka           | 7-5, 6-3          | Tableau |
| 53 | 19/09/2016 | Korea Open Tennis, Séoul                                    | Intern'l      | 226 750 $    | Dur (ext.)      | Lara Arruabarrena     | Monica Niculescu      | 6-0, 2-6, 6-0     | Tableau |
| 54 | 19/09/2016 | Guangzhou International Women's Open, Guangzhou             | Intern'l      | 226 750 $    | Dur (ext.)      | Lesia Tsurenko        | Jelena Janković       | 6-4, 3-6, 6-4     | Tableau |
| 55 | 25/09/2016 | Dongfeng Motor Wuhan Open, Wuhan                            | Premier 5     | 2 288 250 $  | Dur (ext.)      | Petra Kvitová         | Dominika Cibulková    | 6-1, 6-1          | Tableau |
| 56 | 26/09/2016 | Tashkent Open, Tachkent                                     | Intern'l      | 226 750 $    | Dur (ext.)      | Kristýna Plíšková     | Nao Hibino            | 6-3, 2-6, 6-3     | Tableau |
| 57 | 01/10/2016 | China Open, Pékin                                           | PREMIER*      | 5 597 964 $  | Dur (ext.)      | Agnieszka Radwańska   | Johanna Konta         | 6-4, 6-2          | Tableau |
| 58 | 10/10/2016 | Generali Ladies Linz, Linz                                  | Intern'l      | 226 750 $    | Dur (int.)      | Dominika Cibulková    | Viktorija Golubic     | 6-3, 7-5          | Tableau |
| 59 | 10/10/2016 | Prudential Hong Kong Tennis Open, Hong Kong                 | Intern'l      | 226 750 $    | Dur (ext.)      | Caroline Wozniacki    | Kristina Mladenovic   | 6-1, 64-7, 6-2    | Tableau |
| 60 | 10/10/2016 | Tianjin Open, Tianjin                                       | Intern'l      | 426 750 $    | Dur (ext.)      | Peng Shuai            | Alison Riske          | 7-63, 6-2         | Tableau |
| 61 | 17/10/2016 | VTB Kremlin Cup, Moscou                                     | Premier       | 758 788 $    | Dur (int.)      | Svetlana Kuznetsova   | Daria Gavrilova       | 6-2, 6-1          | Tableau |
| 62 | 17/10/2016 | BGL BNP Paribas Luxembourg Open, Luxembourg                 | Intern'l      | 226 750 $    | Dur (int.)      | Monica Niculescu      | Petra Kvitová         | 6-4, 6-0          | Tableau |
| 63 | 23/10/2016 | BNP Paribas WTA Finals presented by SC Global, Singapour    | Masters       | 7 000 000 $  | Dur (int.)      | Dominika Cibulková    | Angelique Kerber      | 6-3, 6-4          | Tableau |
| 64 | 01/11/2016 | Huajin Securities WTA Elite Trophy, Zhuhai                  | Elite Trophy  | 2 214 500 $  | Dur (int.)      | Petra Kvitová         | Elina Svitolina       | 6-4, 6-2          | Tableau |
| 65 | 14/11/2016 | Engie Open de Limoges, Limoges                              | WTA 125       | 115 000 $    | Dur (int.)      | Ekaterina Alexandrova | Caroline Garcia       | 6-4, 6-0          | Tableau |
| 66 | 14/11/2016 | OEC Taipei WTA Challenger, Taipei                           | WTA 125       | 115 000 $    | Moquette (int.) | Evgeniya Rodina       | Chang Kai-chen        | 6-4, 6-3          | Tableau |
| 67 | 21/11/2016 | Hawaii Open presented by Hawaii Tourism Authority, Honolulu | WTA 125       | 115 000 $    | Dur (ext.)      | Catherine Bellis      | Zhang Shuai           | 6-4, 6-2          | Tableau |

### Double
| No | Date       | Nom et lieu du tournoi                                     | Catégorie     | Dotation        | Surface         | Vainqueures                                    | Finalistes                               | Score              |         |
| -- | ---------- | ---------------------------------------------------------- | ------------- | --------------- | --------------- | ---------------------------------------------- | ---------------------------------------- | ------------------ | ------- |
| 1  | 04/01/2016 | Brisbane International presented by Suncorp Brisbane       | Premier       | 885 500 $       | Dur (ext.)      | Martina Hingis Sania Mirza                     | Angelique Kerber Andrea Petkovic         | 7-5, 6-1           | Tableau |
| 2  | 03/01/2016 | Shenzhen Open Shenzhen                                     | Intern'l      | 426 750 $       | Dur (ext.)      | Vania King Monica Niculescu                    | Xu Yifan Zheng Saisai                    | 6-1, 6-4           | Tableau |
| 3  | 03/01/2016 | ASB Classic Auckland                                       | Intern'l      | 226 750 $       | Dur (ext.)      | Elise Mertens An-Sophie Mestach                | Danka Kovinić Barbora Strýcová           | 2-6, 6-3, [10-5]   | Tableau |
| 4  | 10/01/2016 | Apia International Sydney Sydney                           | Premier       | 687 900 $       | Dur (ext.)      | Martina Hingis Sania Mirza                     | Caroline Garcia Kristina Mladenovic      | 1-6, 7-5, [10-5]   | Tableau |
| 5  | 10/01/2016 | Hobart International Hobart                                | Intern'l      | 226 750 $       | Dur (ext.)      | Han Xinyun Christina McHale                    | Kimberly Birrell Jarmila Wolfe           | 6-3, 6-0           | Tableau |
| 6  | 18/01/2016 | Australian Open Melbourne                                  | G. Chelem     | 2 859 000 AU$ $ | Dur (ext.)      | Martina Hingis Sania Mirza                     | Andrea Hlaváčková Lucie Hradecká         | 7-61, 6-3          | Tableau |
| 7  | 08/02/2016 | St. Petersburg Ladies Trophy Saint-Pétersbourg             | Premier       | 687 900 $       | Dur (int.)      | Martina Hingis Sania Mirza                     | Vera Dushevina Barbora Krejčíková        | 6-3, 6-1           | Tableau |
| 8  | 08/02/2016 | Taiwan Open Kaohsiung                                      | Intern'l      | 426 750 $       | Dur (ext.)      | Chan Hao-ching Chan Yung-jan                   | Eri Hozumi Miyu Kato                     | 6-4, 6-3           | Tableau |
| 9  | 15/02/2016 | Dubaï Duty Free Tennis Championships Dubaï                 | Premier       | 1 734 900 $     | Dur (ext.)      | Chuang Chia-jung Darija Jurak                  | Caroline Garcia Kristina Mladenovic      | 6-4, 6-4           | Tableau |
| 10 | 15/02/2016 | Rio Open presented by Claro Rio de Janeiro                 | Intern'l      | 226 750 $       | Terre (ext.)    | Verónica Cepede Royg María Irigoyen            | Tara Moore Conny Perrin                  | 6-1, 7-65          | Tableau |
| 11 | 21/02/2016 | Qatar Total Open Doha                                      | Premier 5     | 2 517 250 $     | Dur (ext.)      | Chan Hao-ching Chan Yung-jan                   | Sara Errani Carla Suárez Navarro         | 6-3, 6-3           | Tableau |
| 12 | 22/02/2016 | Abierto Mexicano Telcel por HSBC Acapulco                  | Intern'l      | 226 750 $       | Dur (ext.)      | Anabel Medina Garrigues Arantxa Parra Santonja | Kiki Bertens Johanna Larsson             | 6-0, 6-4           | Tableau |
| 13 | 29/02/2016 | Abierto Monterrey Afirme Monterrey                         | Intern'l      | 226 750 $       | Dur (ext.)      | Anabel Medina Garrigues Arantxa Parra Santonja | Petra Martić Maria Sanchez               | 4-6, 7-5, [10-7]   | Tableau |
| 14 | 29/02/2016 | BMW Malaysian Open Kuala Lumpur                            | Intern'l      | 226 750 $       | Dur (ext.)      | Varatchaya Wongteanchai Yang Zhaoxuan          | Liang Chen Wang Yafan                    | 4-6, 6-4, [10-7]   | Tableau |
| 15 | 09/03/2016 | BNP Paribas Open Indian Wells                              | PREMIER*      | 6 134 605 $     | Dur (ext.)      | Bethanie Mattek-Sands Coco Vandeweghe          | Julia Görges Karolína Plíšková           | 4-6, 6-4, [10-6]   | Tableau |
| 16 | 14/03/2016 | San Antonio Open San Antonio                               | WTA 125       | 115 000 $       | Dur (ext.)      | Anna-Lena Grönefeld Nicole Melichar            | Klaudia Jans-Ignacik Anastasia Rodionova | 6-1, 6-3           | Tableau |
| 17 | 22/03/2016 | Miami Open presented by Itaú Miami                         | PREMIER*      | 6 134 605 $     | Dur (ext.)      | Bethanie Mattek-Sands Lucie Šafářová           | Tímea Babos Yaroslava Shvedova           | 6-3, 6-4           | Tableau |
| 18 | 04/04/2016 | Volvo Car Open Charleston                                  | Premier       | 687 900 $       | Terre (ext.)    | Caroline Garcia Kristina Mladenovic            | Bethanie Mattek-Sands Lucie Šafářová     | 6-2, 7-5           | Tableau |
| 19 | 04/04/2016 | Katowice Open Katowice                                     | Intern'l      | 226 750 $       | Dur (int.)      | Eri Hozumi Miyu Kato                           | Valentyna Ivakhnenko Marina Melnikova    | 3-6, 7-5, [10-8]   | Tableau |
| 20 | 11/04/2016 | Claro Open Colsanitas Bogota                               | Intern'l      | 226 750 $       | Terre (ext.)    | Lara Arruabarrena Tatjana Maria                | Gabriela Cé Andrea Gámiz                 | 6-2, 4-6, [10-8]   | Tableau |
| 21 | 18/04/2016 | Porsche Tennis Grand Prix Stuttgart                        | Premier       | 693 900 $       | Terre (int.)    | Caroline Garcia Kristina Mladenovic            | Martina Hingis Sania Mirza               | 2-6, 6-1, [10-6]   | Tableau |
| 22 | 18/04/2016 | TEB BNP Paribas Istanbul Cup Istanbul                      | Intern'l      | 226 750 $       | Terre (ext.)    | Andreea Mitu İpek Soylu                        | Xenia Knoll Danka Kovinić                | Forfait            | Tableau |
| 23 | 25/04/2016 | GP SAR La Princesse Lalla Meryem Rabat                     | Intern'l      | 226 750 $       | Terre (ext.)    | Xenia Knoll Aleksandra Krunić                  | Tatjana Maria Raluca Olaru               | 6-3, 6-0           | Tableau |
| 24 | 25/04/2016 | J&T Banka Prague Open Prague                               | Intern'l      | 426 750 $       | Terre (ext.)    | Margarita Gasparyan Andrea Hlaváčková          | María Irigoyen Paula Kania               | 6-4, 6-2           | Tableau |
| 25 | 30/04/2016 | Mutua Madrid Open Madrid                                   | PREMIER*      | 4 771 360 $     | Terre (ext.)    | Caroline Garcia Kristina Mladenovic            | Martina Hingis Sania Mirza               | 6-4, 6-4           | Tableau |
| 26 | 09/05/2016 | Internazionali BNL d'Italia Rome                           | Premier 5     | 2 428 490 $     | Terre (ext.)    | Martina Hingis Sania Mirza                     | Ekaterina Makarova Elena Vesnina         | 6-1, 65-7, [10-3]  | Tableau |
| 27 | 15/05/2016 | Internationaux de Strasbourg Strasbourg                    | Intern'l      | 226 750 $       | Terre (ext.)    | Anabel Medina Garrigues Arantxa Parra Santonja | María Irigoyen Liang Chen                | 6-2, 6-0           | Tableau |
| 28 | 15-05-2016 | Nürnberger Versicherungscup Nuremberg                      | Intern'l      | 226 750 $       | Terre (ext.)    | Kiki Bertens Johanna Larsson                   | Shuko Aoyama Renata Voráčová             | 6-3, 6-4           | Tableau |
| 29 | 23/05/2016 | Roland-Garros Paris                                        | G. Chelem     | 2 176 000 € $   | Terre (ext.)    | Caroline Garcia Kristina Mladenovic            | Ekaterina Makarova Elena Vesnina         | 6-3, 2-6, 6-4      | Tableau |
| 30 | 31/05/2016 | Bol Open Bol                                               | WTA 125       | 115 000 $       | Terre (ext.)    | Xenia Knoll Petra Martić                       | Raluca Olaru İpek Soylu                  | 6-3, 6-2           | Tableau |
| 31 | 06/06/2016 | Aegon Open Nottingham Nottingham                           | Intern'l      | 226 750 $       | Gazon (ext.)    | Andrea Hlaváčková Peng Shuai                   | Gabriela Dabrowski Yang Zhaoxuan         | 7-5, 3-6, [10-7]   | Tableau |
| 32 | 06/06/2016 | Ricoh Open Bois-le-Duc                                     | Intern'l      | 226 750 $       | Gazon (ext.)    | Oksana Kalashnikova Yaroslava Shvedova         | Xenia Knoll Aleksandra Krunić            | 6-1, 6-1           | Tableau |
| 33 | 13/06/2016 | Aegon Classic Birmingham Birmingham                        | Premier       | 780 900 $       | Gazon (ext.)    | Karolína Plíšková Barbora Strýcová             | Vania King Alla Kudryavtseva             | 6-3, 7-61          | Tableau |
| 34 | 13/06/2016 | Mallorca Open Calvià                                       | Intern'l      | 226 750 $       | Gazon (ext.)    | Gabriela Dabrowski María José Martínez         | Anna-Lena Friedsam Laura Siegemund       | 6-4, 6-2           | Tableau |
| 35 | 19/06/2016 | Aegon International Eastbourne                             | Premier       | 711 788 $       | Gazon (ext.)    | Darija Jurak Anastasia Rodionova               | Chan Hao-ching Chan Yung-jan             | 5-7, 7-64, [10-6]  | Tableau |
| 36 | 27/06/2016 | The Championships Wimbledon                                | G. Chelem     | 1 587 000 £ $   | Gazon (ext.)    | Serena Williams Venus Williams                 | Tímea Babos Yaroslava Shvedova           | 6-3, 6-4           | Tableau |
| 37 | 11/07/2016 | BRD Bucharest Open Bucarest                                | Intern'l      | 226 750 $       | Terre (ext.)    | Jessica Moore Varatchaya Wongteanchai          | Alexandra Cadanțu Katarzyna Piter        | 6-3, 7-65          | Tableau |
| 38 | 11/07/2016 | Ladies Championship Gstaad Gstaad                          | Intern'l      | 226 750 $       | Terre (ext.)    | Lara Arruabarrena Xenia Knoll                  | Annika Beck Evgeniya Rodina              | 6-1, 3-6, [10-8]   | Tableau |
| 39 | 18/07/2016 | Bank of the West Classic Stanford                          | Premier       | 687 900 $       | Dur (ext.)      | Raquel Atawo Abigail Spears                    | Darija Jurak Anastasia Rodionova         | 6-3, 6-4           | Tableau |
| 40 | 18/07/2016 | Ericsson Open Båstad                                       | Intern'l      | 226 750 $       | Terre (ext.)    | Andreea Mitu Alicja Rosolska                   | Lesley Kerkhove Lidziya Marozava         | 6-3, 7-5           | Tableau |
| 41 | 18/07/2016 | Citi Open Washington D.C.                                  | Intern'l      | 226 750 $       | Dur (ext.)      | Monica Niculescu Yanina Wickmayer              | Shuko Aoyama Risa Ozaki                  | 6-4, 6-3           | Tableau |
| 42 | 25/07/2016 | Coupe Rogers Montréal                                      | Premier 5     | 2 413 663 $     | Dur (ext.)      | Ekaterina Makarova Elena Vesnina               | Simona Halep Monica Niculescu            | 6-3, 7-65          | Tableau |
| 43 | 31/07/2016 | Brasil Tennis Cup Florianópolis                            | Intern'l      | 226 750 $       | Dur (ext.)      | Lyudmyla Kichenok Nadiia Kichenok              | Tímea Babos Réka Luca Jani               | 6-3, 6-1           | Tableau |
| 44 | 01/08/2016 | Jiangxi Women's Tennis Open Nanchang                       | Intern'l      | 226 750 $       | Dur (ext.)      | Liang Chen Lu Jing-Jing                        | Shuko Aoyama Makoto Ninomiya             | 3-6, 7-62, [13-11] | Tableau |
| 45 | 06/08/2016 | Summer Olympic Tennis Event Rio de Janeiro                 | J. olympiques | NC              | Dur (int.)      | Ekaterina Makarova · Elena Vesnina             | Timea Bacsinszky · Martina Hingis        | 6-4, 6-4           | Tableau |
| 46 | 15/08/2016 | Western & Southern Open Cincinnati                         | Premier 5     | 2 503 250 $     | Dur (ext.)      | Sania Mirza Barbora Strýcová                   | Martina Hingis Coco Vandeweghe           | 7-5, 6-4           | Tableau |
| 47 | 21/08/2016 | Connecticut Open by United Technologies New Haven          | Premier       | 695 900 $       | Dur (ext.)      | Sania Mirza Monica Niculescu                   | Kateryna Bondarenko Chuang Chia-jung     | 7-5, 6-4           | Tableau |
| 48 | 29/08/2016 | US Open Flushing Meadows                                   | G. Chelem     | 2 731 500 $     | Dur (ext.)      | Bethanie Mattek-Sands Lucie Šafářová           | Caroline Garcia Kristina Mladenovic      | 2-6, 7-65, 6-4     | Tableau |
| 49 | 06/09/2016 | Dalian Women's Tennis Open Dalian                          | WTA 125       | 115 000 $       | Dur (ext.)      | Lee Ya-hsuan Kotomi Takahata                   | Nicha Lertpitaksinchai Jessy Rompies     | 6-2, 6-1           | Tableau |
| 50 | 12/09/2016 | Coupe Banque Nationale présentée par Mazda Québec          | Intern'l      | 226 750 $       | Moquette (int.) | Andrea Hlaváčková Lucie Hradecká               | Alla Kudryavtseva Alexandra Panova       | 7-62, 7-62         | Tableau |
| 51 | 12/09/2016 | Hashimoto Sogyo Japan Women's Open Tennis Tokyo            | Intern'l      | 226 750 $       | Dur (ext.)      | Shuko Aoyama Makoto Ninomiya                   | Jocelyn Rae Anna Smith                   | 6-3, 6-3           | Tableau |
| 52 | 19/09/2016 | Toray Pan Pacific Open Tokyo                               | Premier       | 885 500 $       | Dur (ext.)      | Sania Mirza Barbora Strýcová                   | Liang Chen Yang Zhaoxuan                 | 6-1, 6-1           | Tableau |
| 53 | 19/09/2016 | Korea Open Tennis Séoul                                    | Intern'l      | 226 750 $       | Dur (ext.)      | Kirsten Flipkens Johanna Larsson               | Akiko Omae Peangtarn Plipuech            | 6-2, 6-3           | Tableau |
| 54 | 19/09/2016 | Guangzhou International Women's Open Guangzhou             | Intern'l      | 226 750 $       | Dur (ext.)      | Asia Muhammad Peng Shuai                       | Olga Govortsova Vera Lapko               | 6-2, 7-63          | Tableau |
| 55 | 25/09/2016 | Dongfeng Motor Wuhan Open Wuhan                            | Premier 5     | 2 288 250 $     | Dur (ext.)      | Bethanie Mattek-Sands Lucie Šafářová           | Sania Mirza Barbora Strýcová             | 6-1, 6-4           | Tableau |
| 56 | 26/09/2016 | Tashkent Open Tachkent                                     | Intern'l      | 226 750 $       | Dur (ext.)      | Raluca Olaru İpek Soylu                        | Demi Schuurs Renata Voráčová             | 7-5, 6-3           | Tableau |
| 57 | 01/10/2016 | China Open Pékin                                           | PREMIER*      | 5 597 964 $     | Dur (ext.)      | Bethanie Mattek-Sands Lucie Šafářová           | Caroline Garcia Kristina Mladenovic      | 6-4, 6-4           | Tableau |
| 58 | 10/10/2016 | Generali Ladies Linz Linz                                  | Intern'l      | 226 750 $       | Dur (int.)      | Kiki Bertens Johanna Larsson                   | Anna-Lena Grönefeld Květa Peschke        | 4-6, 6-2, [10-7]   | Tableau |
| 59 | 10/10/2016 | Prudential Hong Kong Tennis Open Hong Kong                 | Intern'l      | 226 750 $       | Dur (ext.)      | Chan Hao-ching Chan Yung-jan                   | Naomi Broady Heather Watson              | 6-3, 6-1           | Tableau |
| 60 | 10/10/2016 | Tianjin Open Tianjin                                       | Intern'l      | 426 750 $       | Dur (ext.)      | Christina McHale Peng Shuai                    | Magda Linette Xu Yifan                   | 7-68, 6-0          | Tableau |
| 61 | 17/10/2016 | VTB Kremlin Cup Moscou                                     | Premier       | 758 788 $       | Dur (int.)      | Andrea Hlaváčková Lucie Hradecká               | Daria Gavrilova Daria Kasatkina          | 4-6, 6-0, [10-7]   | Tableau |
| 62 | 17/10/2016 | BGL BNP Paribas Luxembourg Open Luxembourg                 | Intern'l      | 226 750 $       | Dur (int.)      | Kiki Bertens Johanna Larsson                   | Monica Niculescu Patricia Maria Țig      | 4-6, 7-5, [11-9]   | Tableau |
| 63 | 23/10/2016 | BNP Paribas WTA Finals presented by SC Global Singapour    | Masters       | 7 000 000 $     | Dur (int.)      | Ekaterina Makarova Elena Vesnina               | Bethanie Mattek-Sands Lucie Šafářová     | 7-65, 6-3          | Tableau |
| 64 | 01/11/2016 | Huajin Securities WTA Elite Trophy Zhuhai                  | Elite Trophy  | 2 214 500 $     | Dur (int.)      | İpek Soylu Xu Yifan                            | Yang Zhaoxuan You Xiaodi                 | 6-4, 3-6, [10-7]   | Tableau |
| 65 | 14/11/2016 | Engie Open de Limoges Limoges                              | WTA 125       | 115 000 $       | Dur (int.)      | Elise Mertens Mandy Minella                    | Anna Smith Renata Voráčová               | 6-4, 6-4           | Tableau |
| 66 | 14/11/2016 | OEC Taipei WTA Challenger Taipei                           | WTA 125       | 115 000 $       | Moquette (int.) | Natela Dzalamidze Veronika Kudermetova         | Chang Kai-chen Chuang Chia-jung          | 4-6, 6-3, [10-5]   | Tableau |
| 67 | 21/11/2016 | Hawaii Open presented by Hawaii Tourism Authority Honolulu | WTA 125       | 115 000 $       | Dur (ext.)      | Eri Hozumi Miyu Kato                           | Nicole Gibbs Asia Muhammad               | 63-7, 6-3, [10-8]  | Tableau |

### Double mixte
| No | Date       | Nom et lieu du tournoi                     | Catégorie     | Dotation      | Surface      | Vainqueures                       | Finalistes                          | Score             |         |
| -- | ---------- | ------------------------------------------ | ------------- | ------------- | ------------ | --------------------------------- | ----------------------------------- | ----------------- | ------- |
| 1  | 03/01/2016 | Hyundai Hopman Cup XXVIII Perth            | ITF           | 1 000 000 $ $ | Dur (int.)   | Daria Gavrilova Nick Kyrgios      | Elina Svitolina Alexandr Dolgopolov | 2 matchs à 0      | Tableau |
| 2  | 18/01/2016 | Australian Open Melbourne                  | G. Chelem     | 530 000 AU$ $ | Dur (ext.)   | Elena Vesnina Bruno Soares        | Coco Vandeweghe Horia Tecău         | 6-4, 4-6, [10-5]  | Tableau |
| 3  | 23/05/2016 | Roland-Garros Paris                        | G. Chelem     | 431 000 € $   | Terre (ext.) | Martina Hingis Leander Paes       | Sania Mirza Ivan Dodig              | 4-6, 6-4, [10-8]  | Tableau |
| 4  | 27/06/2016 | The Championships Wimbledon                | G. Chelem     | 368 000 £ $   | Gazon (ext.) | Heather Watson Henri Kontinen     | Anna-Lena Grönefeld Robert Farah    | 7-65, 6-4         | Tableau |
| 5  | 06/08/2016 | Summer Olympic Tennis Event Rio de Janeiro | J. olympiques | NC            | Dur (ext.)   | Bethanie Mattek-Sands · Jack Sock | Venus Williams · Rajeev Ram         | 63-7, 6-1, [10-7] | Tableau |
| 6  | 29/08/2016 | US Open Flushing Meadows                   | G. Chelem     | 500 000 $ $   | Dur (ext.)   | Laura Siegemund Mate Pavić        | Coco Vandeweghe Rajeev Ram          | 6-4, 6-4          | Tableau |

### Podiums aux Jeux olympiques de Rio
| Épreuve       | Or                               | Argent                          | Bronze                          | 4e place                         |
| ------------- | -------------------------------- | ------------------------------- | ------------------------------- | -------------------------------- |
| Simple dames  | Mónica Puig                      | Angelique Kerber                | Petra Kvitová                   | Madison Keys                     |
| Double dames  | Ekaterina Makarova Elena Vesnina | Timea Bacsinszky Martina Hingis | Lucie Šafářová Barbora Strýcová | Andrea Hlaváčková Lucie Hradecká |
| Double mixtes | Bethanie Mattek-Sands Jack Sock  | Venus Williams Rajeev Ram       | Lucie Hradecká Radek Štěpánek   | Sania Mirza Rohan Bopanna        |

## Fed Cup
La finale de l'édition 2016 se joue à Strasbourg et oppose la France à la République tchèque. L'équipe tchèque, emmenée notamment par Petra Kvitová et Karolína Plíšková, tente de conserver son trophée et atteint la finale pour la 5e fois en 6 ans (pour 4 titres). Pour la France, il s'agit de la première apparition en finale depuis 2005, son dernier succès dans la compétition remontant à 2003, dont la capitaine actuelle Amélie Mauresmo faisait partie.
| | France | 2                          | - | 3  | Rép. tchèque |  |  |
| --- | ------ | -------------------------- | - | -- | ------------ |  |  |
| Rhénus Sport, Strasbourg, France |        |                            |   |    |              |  |  |
| du 12 au 13 novembre 2016 sur dur (int.) |        |                            |   |    |              |  |  |
| \| 1 \| \| Kristina Mladenovic \| 3 \| 6 \| 14 \| \| \| \| 1 \| \| Karolína Plíšková \| 6 \| 4 \| 16 \| \| \| \| 2 \| \| Caroline Garcia \| 7 \| 6 \| \| \| \| \| 2 \| \| Petra Kvitová \| 6 \| 3 \| \| \| \| \| 3 \| \| Caroline Garcia \| 6 \| 3 \| 6 \| \| \| \| 3 \| \| Karolína Plíšková \| 3 \| 6 \| 3 \| \| \| \| \| \| \| \| \| \| \| \| \| 4 \| \| Alizé Cornet \| 2 \| 64 \| \| \| \| \| 4 \| \| Barbora Strýcová \| 6 \| 7 \| \| \| \| \| \| \| \| \| \| \| \| \| \| 5 \| \| C. Garcia - K. Mladenovic \| 5 \| 5 \| \| \| \| \| 5 \| \| Ka. Plíšková - B. Strýcová \| 7 \| 7 \| \| \| \| \| \| \| \| \| \| \| \| \| |        |                            |   |    |              |  |  |
| 1 |        | Kristina Mladenovic        | 3 | 6  | 14           |  |  |
| 1 |        | Karolína Plíšková          | 6 | 4  | 16           |  |  |
| 2 |        | Caroline Garcia            | 7 | 6  |              |  |  |
| 2 |        | Petra Kvitová              | 6 | 3  |              |  |  |
| 3 |        | Caroline Garcia            | 6 | 3  | 6            |  |  |
| 3 |        | Karolína Plíšková          | 3 | 6  | 3            |  |  |
| |        |                            |   |    |              |  |  |
| 4 |        | Alizé Cornet               | 2 | 64 |              |  |  |
| 4 |        | Barbora Strýcová           | 6 | 7  |              |  |  |
| |        |                            |   |    |              |  |  |
| 5 |        | C. Garcia - K. Mladenovic  | 5 | 5  |              |  |  |
| 5 |        | Ka. Plíšková - B. Strýcová | 7 | 7  |              |  |  |
| |        |                            |   |    |              |  |  |

| 1 |  | Kristina Mladenovic        | 3 | 6  | 14 |  |  |
| 1 |  | Karolína Plíšková          | 6 | 4  | 16 |  |  |
| 2 |  | Caroline Garcia            | 7 | 6  |    |  |  |
| 2 |  | Petra Kvitová              | 6 | 3  |    |  |  |
| 3 |  | Caroline Garcia            | 6 | 3  | 6  |  |  |
| 3 |  | Karolína Plíšková          | 3 | 6  | 3  |  |  |
|   |  |                            |   |    |    |  |  |
| 4 |  | Alizé Cornet               | 2 | 64 |    |  |  |
| 4 |  | Barbora Strýcová           | 6 | 7  |    |  |  |
|   |  |                            |   |    |    |  |  |
| 5 |  | C. Garcia - K. Mladenovic  | 5 | 5  |    |  |  |
| 5 |  | Ka. Plíšková - B. Strýcová | 7 | 7  |    |  |  |
|   |  |                            |   |    |    |  |  |

Source : Fiche détaillée de la rencontre sur le site de la Fed Cup.

## Informations statistiques

### En simple
| Joueuse               | Nombre | Titre(s)                            |
| --------------------- | ------ | ----------------------------------- |
| Dominika Cibulková    | 4      | Katowice, Eastbourne, Linz, Masters |
| Victoria Azarenka     | 3      | Brisbane, Indian Wells, Miami       |
| Simona Halep          | 3      | Madrid, Bucarest, Montréal          |
| Angelique Kerber      | 3      | Australian Open, Stuttgart, US Open |
| Agnieszka Radwańska   | 3      | Shenzhen, New Haven, Pékin          |
| Sloane Stephens       | 3      | Auckland, Acapulco, Charleston      |
| Caroline Garcia       | 2      | Strasbourg, Calvià                  |
| Svetlana Kuznetsova   | 2      | Sydney, Moscou                      |
| Petra Kvitová         | 2      | Wuhan, Zhuhai                       |
| Karolína Plíšková     | 2      | Nottingham, Cincinnati              |
| Kristýna Plíšková     | 2      | Dalian, Tachkent                    |
| Serena Williams       | 2      | Rome, Wimbledon                     |
| Caroline Wozniacki    | 2      | Tokyo II, Hong Kong                 |
| Ekaterina Alexandrova | 1      | Limoges                             |
| Lara Arruabarrena     | 1      | Séoul                               |
| Timea Bacsinszky      | 1      | Rabat                               |
| Irina-Camelia Begu    | 1      | Florianópolis                       |
| Catherine Bellis      | 1      | Honolulu                            |
| Kiki Bertens          | 1      | Nuremberg                           |
| Çağla Büyükakçay      | 1      | Istanbul                            |
| Alizé Cornet          | 1      | Hobart                              |
| Océane Dodin          | 1      | Québec                              |
| Misaki Doi            | 1      | San Antonio                         |
| Duan Ying-Ying        | 1      | Nanchang                            |
| Sara Errani           | 1      | Dubaï                               |
| Irina Falconi         | 1      | Bogota                              |
| Viktorija Golubic     | 1      | Gstaad                              |
| Madison Keys          | 1      | Birmingham                          |
| Johanna Konta         | 1      | Stanford                            |
| Christina McHale      | 1      | Tokyo I                             |
| Mandy Minella         | 1      | Bol                                 |
| Garbiñe Muguruza      | 1      | Roland-Garros                       |
| Monica Niculescu      | 1      | Luxembourg                          |
| Peng Shuai            | 1      | Tianjin                             |
| Mónica Puig           | 1      | Jeux olympiques                     |
| Evgeniya Rodina       | 1      | Taipei                              |
| Lucie Šafářová        | 1      | Prague                              |
| Francesca Schiavone   | 1      | Rio de Janeiro                      |
| Laura Siegemund       | 1      | Båstad                              |
| Carla Suárez Navarro  | 1      | Doha                                |
| Elina Svitolina       | 1      | Kuala Lumpur                        |
| Lesia Tsurenko        | 1      | Guangzhou                           |
| Coco Vandeweghe       | 1      | Bois-le-Duc                         |
| Roberta Vinci         | 1      | St-Pétersbourg                      |
| Heather Watson        | 1      | Monterrey                           |
| Yanina Wickmayer      | 1      | Washington                          |
| Venus Williams        | 1      | Kaohsiung                           |

| Joueuse               | Début de carrière | Premier tournoi |
| --------------------- | ----------------- | --------------- |
| Ekaterina Alexandrova | 2012              | Limoges         |
| Catherine Bellis      | 2014              | Honolulu        |
| Çağla Büyükakçay      | 2006              | Istanbul        |
| Océane Dodin          | 2011              | Québec          |
| Duan Ying-Ying        | 2007              | Nanchang        |
| Irina Falconi         | 2006              | Bogota          |
| Viktorija Golubic     | 2010              | Gstaad          |
| Johanna Konta         | 2008              | Stanford        |
| Christina McHale      | 2007              | Tokyo I         |
| Mandy Minella         | 2002              | Bol             |
| Kristýna Plíšková     | 2009              | Dalian          |
| Evgeniya Rodina       | 2004              | Taipei          |
| Laura Siegemund       | 2002              | Båstad          |

#### Titres par nation et par surface
| Pays               | Total | Nombre par surface | Nombre par surface | Nombre par surface | Titre(s) |
| Pays               | Total | Dur                | Terre              | Gazon              | Titre(s) |
| ------------------ | ----- | ------------------ | ------------------ | ------------------ | --- |
| États-Unis         | 11    | 5                  | 3                  | 3                  | Auckland, Kaohsiung, Acapulco, Charleston, Bogota, Rome, Bois-le-Duc, Birmingham, Wimbledon, Tokyo I, Honolulu |
| République tchèque | 7     | 5                  | 1                  | 1                  | Prague, Nottingham, Cincinnati, Dalian, Wuhan, Tachkent, Zhuhai                                                |
| Roumanie           | 5     | 3                  | 2                  |                    | Madrid, Bucarest, Montréal, Florianópolis, Luxembourg                                                          |
| Allemagne          | 4     | 2                  | 2                  |                    | Australian Open, Stuttgart, Båstad, US Open                                                                    |
| France             | 4     | 2                  | 1                  | 1                  | Hobart, Strasbourg, Calvià, Québec                                                                             |
| Russie             | 4     | 4                  |                    |                    | Sydney, Moscou, Taipei, Limoges                                                                                |
| Slovaquie          | 4     | 3                  |                    | 1                  | Katowice, Eastbourne, Linz, Masters                                                                            |
| Biélorussie        | 3     | 3                  |                    |                    | Brisbane, Indian Wells, Miami                                                                                  |
| Espagne            | 3     | 2                  | 1                  |                    | Doha, Roland-Garros, Séoul                                                                                     |
| Italie             | 3     | 2                  | 1                  |                    | St-Pétersbourg, Dubaï, Rio de Janeiro                                                                          |
| Pologne            | 3     | 3                  |                    |                    | Shenzhen, New Haven, Pékin                                                                                     |
| Chine              | 2     | 2                  |                    |                    | Nanchang, Tianjin                                                                                              |
| Danemark           | 2     | 2                  |                    |                    | Tokyo II, Hong Kong                                                                                            |
| Royaume-Uni        | 2     | 2                  |                    |                    | Monterrey, Stanford                                                                                            |
| Suisse             | 2     |                    | 2                  |                    | Rabat, Gstaad                                                                                                  |
| Ukraine            | 2     | 2                  |                    |                    | Kuala Lumpur, Guangzhou                                                                                        |
| Belgique           | 1     | 1                  |                    |                    | Washington |
| Japon              | 1     | 1                  |                    |                    | San Antonio |
| Luxembourg         | 1     |                    | 1                  |                    | Bol |
| Pays-Bas           | 1     |                    | 1                  |                    | Nuremberg |
| Porto Rico         | 1     | 1                  |                    |                    | Jeux olympiques                                                                                                |
| Turquie            | 1     |                    | 1                  |                    | Istanbul |

### En double
| Joueuse                 | Nombre | Titres                                                                                   |
| ----------------------- | ------ | ---------------------------------------------------------------------------------------- |
| Sania Mirza             | 8      | Brisbane, Sydney, Australian Open, St-Pétersbourg, Rome, Cincinnati, New Haven, Tokyo II |
| Martina Hingis          | 5      | Brisbane, Sydney, Australian Open, St-Pétersbourg, Rome                                  |
| Bethanie Mattek-Sands   | 5      | Indian Wells, Miami, US Open, Wuhan, Pékin                                               |
| Caroline Garcia         | 4      | Charleston, Stuttgart, Madrid, Roland-Garros                                             |
| Andrea Hlaváčková       | 4      | Prague, Nottingham, Québec, Moscou                                                       |
| Johanna Larsson         | 4      | Nuremberg, Séoul, Linz, Luxembourg                                                       |
| Kristina Mladenovic     | 4      | Charleston, Stuttgart, Madrid, Roland-Garros                                             |
| Lucie Šafářová          | 4      | Miami, US Open, Wuhan, Pékin                                                             |
| Kiki Bertens            | 3      | Nuremberg, Linz, Luxembourg                                                              |
| Chan Hao-ching          | 3      | Kaohsiung, Doha, Hong Kong                                                               |
| Chan Yung-jan           | 3      | Kaohsiung, Doha, Hong Kong                                                               |
| Xenia Knoll             | 3      | Rabat, Bol, Gstaad                                                                       |
| Ekaterina Makarova      | 3      | Montréal, Jeux olympiques, Masters                                                       |
| Anabel Medina           | 3      | Acapulco, Monterrey, Strasbourg                                                          |
| Monica Niculescu        | 3      | Shenzhen, Washington, New Haven                                                          |
| Arantxa Parra Santonja  | 3      | Acapulco, Monterrey, Strasbourg                                                          |
| Peng Shuai              | 3      | Nottingham, Guangzhou, Tianjin                                                           |
| İpek Soylu              | 3      | Istanbul, Tachkent, Zhuhai                                                               |
| Barbora Strýcová        | 3      | Birmingham, Cincinnati, Tokyo II                                                         |
| Elena Vesnina           | 3      | Montréal, Jeux olympiques, Masters                                                       |
| Lara Arruabarrena       | 2      | Bogota, Gstaad                                                                           |
| Eri Hozumi              | 2      | Katowice, Honolulu                                                                       |
| Lucie Hradecká          | 2      | Québec, Moscou                                                                           |
| Darija Jurak            | 2      | Dubaï, Eastbourne                                                                        |
| Miyu Kato               | 2      | Katowice, Honolulu                                                                       |
| Christina McHale        | 2      | Hobart, Tianjin                                                                          |
| Elise Mertens           | 2      | Auckland, Limoges                                                                        |
| Andreea Mitu            | 2      | Istanbul, Båstad                                                                         |
| Varatchaya Wongteanchai | 2      | Kuala Lumpur, Bucarest                                                                   |

| Joueuse                 | Début de carrière | Premier tournoi |
| ----------------------- | ----------------- | --------------- |
| Natela Dzalamidze       | 2009              | Taipei          |
| Kirsten Flipkens        | 2003              | Séoul           |
| Han Xinyun              | 2005              | Hobart          |
| Eri Hozumi              | 2012              | Katowice        |
| Miyu Kato               | 2011              | Katowice        |
| Xenia Knoll             | 2011              | Rabat           |
| Veronika Kudermetova    | 2012              | Taipei          |
| Lee Ya-hsuan            | 2011              | Dalian          |
| Lu Jing-Jing            | 2006              | Nanchang        |
| Petra Martić            | 2007              | Bol             |
| Nicole Melichar         | 2010              | San Antonio     |
| Elise Mertens           | 2013              | Auckland        |
| Andreea Mitu            | 2006              | Istanbul        |
| Jessica Moore           | 2006              | Bucarest        |
| Makoto Ninomiya         | 2011              | Tokyo I         |
| İpek Soylu              | 2012              | Istanbul        |
| Coco Vandeweghe         | 2008              | Indian Wells    |
| Varatchaya Wongteanchai | 2006              | Kuala Lumpur    |
| Yang Zhaoxuan           | 2011              | Kuala Lumpur    |

#### Titres par nation
| Pays               | Nombre | Titre(s) |
| ------------------ | ------ | --- |
| États-Unis         | 12     | Shenzhen, Hobart, Indian Wells, San Antonio, Miami, Wimbledon, Stanford, US Open, Guangzhou, Wuhan, Pékin, Tianjin |
| République tchèque | 11     | Miami, Prague, Nottingham, Birmingham, Cincinnati, US Open, Québec, Tokyo II, Wuhan, Pékin, Moscou                 |
| Inde               | 8      | Brisbane, Sydney, Australian Open, St-Pétersbourg, Rome, Cincinnati, New Haven, Tokyo II                           |
| Suisse             | 8      | Brisbane, Sydney, Australian Open, St-Pétersbourg, Rabat, Rome, Bol, Gstaad                                        |
| Chine              | 7      | Hobart, Kuala Lumpur, Nottingham, Nanchang, Guangzhou, Tianjin, Zhuhai                                             |
| Espagne            | 6      | Acapulco, Monterrey, Bogota, Strasbourg, Calvià, Gstaad                                                            |
| Roumanie           | 6      | Shenzhen, Istanbul, Washington, Båstad, New Haven, Tachkent                                                        |
| Russie             | 5      | Prague, Montréal, Jeux olympiques, Masters, Taipei                                                                 |
| Taipei chinois     | 5      | Kaohsiung, Dubaï, Doha, Dalian, Hong Kong                                                                          |
| Belgique           | 4      | Auckland, Washington, Séoul, Limoges                                                                               |
| France             | 4      | Charleston, Stuttgart, Madrid, Roland-Garros                                                                       |
| Japon              | 4      | Katowice, Dalian, Tokyo I, Honolulu                                                                                |
| Suède              | 4      | Nuremberg, Séoul, Linz, Luxembourg                                                                                 |
| Croatie            | 3      | Dubaï, Bol, Eastbourne                                                                                             |
| Pays-Bas           | 3      | Nuremberg, Linz, Luxembourg                                                                                        |
| Turquie            | 3      | Istanbul, Tachkent, Zhuhai                                                                                         |
| Allemagne          | 2      | San Antonio, Bogota                                                                                                |
| Australie          | 2      | Eastbourne, Bucarest                                                                                               |
| Thaïlande          | 2      | Kuala Lumpur, Bucarest                                                                                             |
| Argentine          | 1      | Rio de Janeiro |
| Canada             | 1      | Calvià |
| Géorgie            | 1      | Bois-le-Duc |
| Kazakhstan         | 1      | Bois-le-Duc |
| Luxembourg         | 1      | Limoges |
| Paraguay           | 1      | Rio de Janeiro |
| Pologne            | 1      | Båstad |
| Serbie             | 1      | Rabat |
| Ukraine            | 1      | Florianópolis |

Note : Un titre remporté par une paire du même pays ne compte que pour un titre.

### Retraits du circuit
- Sofia Arvidsson[7]
- Janette Husárová[8]
- Mathilde Johansson[9]
- Vladimíra Uhlířová[10]
- Nicole Vaidišová[11]
- Stephanie Vogt[12]
- Ana Ivanović[13]